# Mont Caro
Pour les articles homonymes, voir Caro.
Le mont Caro (en castillan : monte Caro, catalan : mont Caro ou Montcaro) ou simplement El Caro, est le point culminant de la province de Tarragone, en Catalogne, en Espagne. Son altitude est comprise entre 1 441 et 1 445 m,,.
Il se situe dans la région de Tortose, à l'extrême sud-ouest de la Catalogne et à l'ouest du fleuve Èbre. L'accès routier est possible jusqu'au sommet par une petite route et permet de bénéficier d'une vue sur la mer et les sierras environnantes. Il fait partie du parc naturel des Ports.